# Olivier Lecerf
Olivier Lecerf, né le 2 août 1929 à Merville-Franceville-Plage (Calvados) et mort le 10 août 2006 à Reugny (Indre-et-Loire), est un chef d'entreprise français. Il fut le PDG du groupe de BTP Lafarge de 1974 à 1990.

## Biographie

### Famille et formation
Olivier Maurice, Marie, Guy Lecerf naît le 2 août 1929 à Merville-Franceville-Plage. Il est le fils de Maurice Lecerf, fabricant de drap, et de Colette Lecerf, née Lainée. 
Après des études à l'école Saint-Louis-de-Gonzague, il entre à la Faculté de droit à Paris. Il est diplômé de l'Institut d'études politiques de Paris et du Centre d'études industrielles de l'Université de Genève.

### Carrière
Il commence sa carrière comme attaché de direction à l'Omnium pour l'importation et l'exportation en 1951. Il rejoint le groupe Lafarge en 1956. En 1959, il participe au lancement de l'activité de l'entreprise au Brésil, et développe par la suite la présence du groupe au Canada. A la fin des années 1960, Lafarge Canada est devenu le troisième producteur de ciment du pays . En 1968, Olivier Lecerf cumule les fonctions de président à Montréal et à Vancouver. Le Canada devient la base d'où le groupe prépare son expansion en Amérique du Nord.
La carrière d'Olivier Lecerf s'accélère au sein du groupe, alors dirigé par Marcel Demonque, grande figure du patronat dans la France des Trente Glorieuses. 

#### PDG du groupe Lafarge
À la mort du PDG de Lafarge en 1974, Olivier Lecerf, qui est âgé de 45 ans, prend la direction de l'entreprise,. La multinationalisation du groupe est déjà bien amorcée : cotée à la Bourse de Londres depuis octobre 1972, la Société Lafarge l’est aussi un an plus tard à celles de Francfort et de Düsseldorf. La mise en place du holding traduit l’accession du groupe à ce statut de multinationale. En parallèle de son internationalisation et de son expansion à de nouveaux marchés, le groupe diversifie également ses métiers autour du ciment,.
Patron chrétien, Olivier Lecerf fait aussi figure dans les années 1980 de "jeune turc" s'étant déjà confronté à la concurrence internationale parmi les autres dirigeants français,. Pressenti pour prendre la présidence du Conseil national du patronat français à la suite de François Ceyrac en 1981, Olivier Lecerf refuse de se présenter. Il participe à la European Round Table aux côtés d'autres industriels du continent.
Lorsqu'Olivier Lecerf quitte la présidence de Lafarge en 1989, le groupe qui est devenu le n°2 mondial du ciment figure également dans le classement AT. Kearney des 56 entreprises les plus performantes du monde,. Il est remplacé à la tête du groupe de BTP par Bertrand Collomb mais en reste le président d'honneur. Il est également membre du conseil d'administration de l'Oréal de 1990 jusqu'à 2004, année au cours de laquelle il met fin à son propre mandat.

### Décès
Olivier Lecerf décède le 10 août 2006 à Reugny (Indre-et-Loire) à l'âge de 77 ans.

## Publications
- Olivier Lecerf, Au risque de gagner. Le métier de dirigeant - Entretiens avec Philippe de Woot et Jacques Barraux, Paris, Editions De Fallois, janvier 1991, 249 pages (ISBN 978-2877061209)[16]

## Vie privée
Il a épousé le 11 janvier 1958 Anne Bazin de Jessey. Il est père de quatre enfants.

## Distinctions
- Officier de la Légion d'honneur [1],[17].
- Commandeur de l'ordre national du Mérite [1].

## Fondation Olivier Lecerf
Bertrand Collomb et Lafarge créent en 2008 une fondation au nom d'Olivier Lecerf à l’Académie des sciences morales et politiques. Celle-ci remet chaque année un prix à un dirigeant pour récompenser son management "humaniste".